# Hararu Tärara
Hararu Tärara (jiný přepis: Hararu Terara, jiné názvy:  Hararu, Hararo, Manda Hararo) je vulkanický komplex, sestávající z více štítových sopek (Manda Harare, Unda Harare, Gablajtu) a trhlinové zóny (Gumatmali), nacházející se na jižním okraji Afarské deprese v Etiopii.
Komplex má šířku 105 km a délku 20-30 km. Představuje v podstatě vyzdvihnutou část riftové zóny. V historické době není doložena žádná erupce, ale věk podložních sedimentů pod lávovými proudy komplexu má přibližně 8000 let, což indikuje jeho poměrně malé stáří. To že komplex není vyhaslý, dokládají i hydrotermální prameny a aktivní fumaroly.

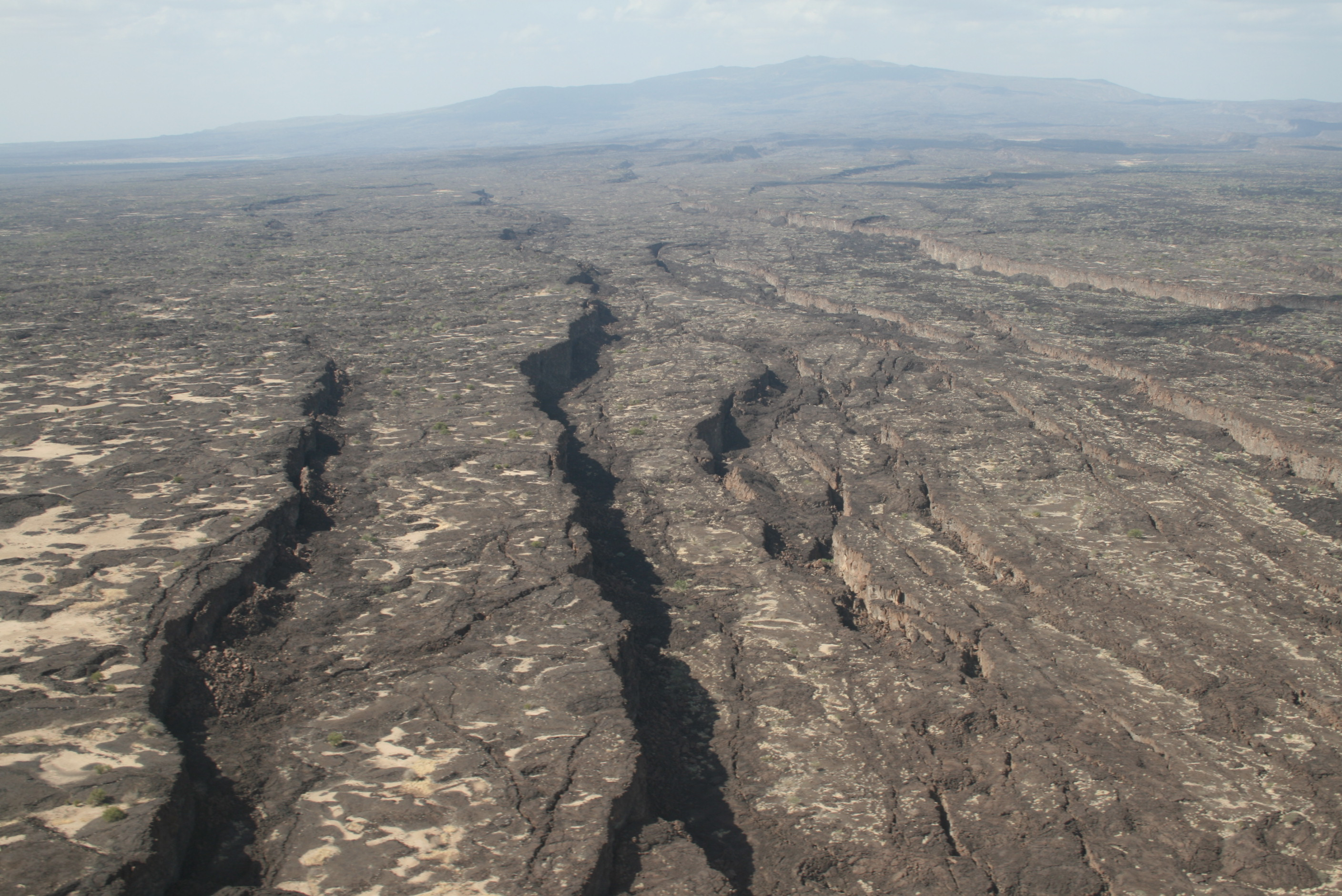
Trhliny Manda Hararo

V srpnu 2007 komplex obnovil aktivitu, když došlo k výlevu láv z více trhlin.